# Topomyia nepenthicola
Espèce
Topomyia nepenthicola est une espèce d'insectes diptères de la famille des Culicidae.

## Distribution
Cette espèce est endémique du Sarawak en Malaisie. Elle se rencontre dans les hauts plateaux dans le nord de l'État.

## Habitat
C'est un insecte dont les larves ont la particularité de se développer dans les pièges à urne du népenthès Nepenthes stenophylla.